# Сенець
Сенець (словац. Senec, нім. Wartberg, угор. Szencz) — місто в західній Словаччині в 25 км від Братислави. Населення — близько 15 тис. осіб.

## Історія
Сенець вперше згадується в 1252 році в листі братиславського графа Роланда. У 1480-х роках Сенець отримує міські права. У XVIII столітті місто стає важливим ремісничим центром, тут будуються текстильні мануфактури. У 1763 році австрійська імператриця Марія Терезія засновує тут економічну школу Collegium oeconomicum.
У середині XIX століття в місті проводився видобуток гравію для будівництва залізниці Братислава-Галанта, а кар'єри, що залишилися після цього, поступово перетворилися в групу водойм «Сонячні озера».

## Населення
| Рік:            | 1994.  | 2004.   | 2014.    | 2024.    |
| --------------- | ------ | ------- | -------- | -------- |
| Кількість осіб: | 14 831 | 15 193  | 18 208   | 20 234   |
| Різниця:        |        | +2,44 % | +19,84 % | +11,12 % |

| Рік:            | 2023.  | 2024.   |
| --------------- | ------ | ------- |
| Кількість осіб: | 20 192 | 20 234  |
| Різниця:        |        | +0,20 % |

## Пам'ятки
- Костел св. Миколая
- Синагога
- Турецький будинок